# Montclar-de-Comminges
Montclar-de-Comminges település Franciaországban, Haute-Garonne megyében. Lakosainak száma 75 fő (2022. január 1.). Montclar-de-Comminges Ausseing, Mauran, Palaminy, Plagne és Roquefort-sur-Garonne községekkel határos.

## Népesség
A település népességének változása:
| Lakosok száma | 104  | 77   | 70   | 74   | 93   | 95   | 84   | 76   | 74   | 75   |
|               | 1968 | 1982 | 1990 | 2006 | 2013 | 2015 | 2017 | 2019 | 2020 | 2022 |